# زريا (ده كردي)
زریا (بالفارسية: زریا) هي قرية تقع في إيران في البلدة المركزية.